# История философии (Дынник и другие)
«История философии» — опубликованный в 1957—1965 годах шеститомный труд по истории философии, который был подготовлен Институтом философии АН СССР при участии философов всех союзных республик СССР, ряда социалистических и некоторых капиталистических стран.

## Авторы
Книга была издана по постановлению Президиума АН СССР. В целях скорейшего завершения работы по изданию многотомника Президиум АН СССР разрешил Институту философии создать специальный сектор подготовки «Истории философии». Первый и второй тома вышли под редакцией М. А. Дынника, М. Т. Иовчука, Б. М. Кедрова, М. Б. Митина и О. В. Трахтенберга. Редакторами последующих томов были М. А. Дынник, М. Т. Иовчук, Б. М. Кедров, М. Б. Митин, Ойзерман и А. Ф. Окулов. К работе над «Историей философии» был привлечён большой коллектив советских и зарубежных авторов, в частности, ведущие сотрудники сектора критики современной буржуазной философии ИФ АН СССР М. П. Баскин, И. С. Нарский, Л. А. Шершенко и др.

## Содержание
По характеристике рецензентов, книга представляет собой одновременно исследовательский труд, призванный отразить новейшие достижения советской и мировой науки, и вместе с тем учебник, способный служить полезным пособием не только для специалистов, но и для широких кругов интеллигенции и учащейся молодёжи.

 В 6-томной «Истории философии» (1957—65) дано освещение всемирной истории философии, проанализирована малоизученная философская мысль многих народов Восточной и Северной Европы, Азии, Америки и др. и тем самым преодолен «европоцентристский» подход к истории философии, впервые систематически изложена история марксистской философии и её ленинского этапа, а также дан критический анализ буржуазной философии 2-й половины 19 — 1-й половины 20 вв. 
Книга открывается содержательным введением, в котором рассматриваются коренные методологические проблемы: предмет истории философии, периодизация истории философии, отношение марксистско-ленинской истории философии к различным идеалистическим концепциям истории философии, принцип партийности в марксистской истории философии, значение истории философии как науки.
В первом и во втором томах освещается история философских учений, возникших до появления марксизма, в третьем и четвёртом — история марксистской философии, а также течений философской мысли, получивших распространение после возникновения марксизма.
В пятом томе рассматривается развитие философской и социологической мысли от начала эпохи империализма (конец XIX века) до Октябрьской революции 1917 года.
Шестой том состоит из двух книг. Здесь исследуется развитие философской и социологической мысли от Октябрьской революции до 60-х годов XX века.

## Переводы на иностранные языки
Некоторые тома книги были переведены на иностранные языки, в том числе немецкий. В 1959—1963 годах Государственное издательство политической литературы (чеш. Státní nakladatelství politické literatury) в Праге выпустило в свет перевод пяти томов книги на чешский язык. В 1963—1966 гг. в Варшаве был издан перевод на польский язык третьего и четвёртого томов книги под названием «История философии. Сороковые—девяностые года XIX века. Том III. Ч. 1, ч. 2» (пол. Historia filozofii. T. III: Lata czterdzieste — dziewięćdziesiąte XIX w. Cz. 1, cz. 2). Философ-марксист Адольфо Санчес Васкес осуществил перевод работы на испанский язык.
В Чехии труд под редакцией М. А. Дынника до сих пор используется в дипломных работах студентов, а в магистерской диссертации «Место логоса в философии Гераклита и стоиков», защищённой на педагогическом факультете Университета им. Масарика, обсуждение первого тома книги «История философии» под редакцией М. А. Дынника было выделено в специальный параграф.

## Оценки
Печатные органы социалистических стран характеризовали выход в свет «Истории философии» как значительное событие в идеологической жизни, как новый шаг в развитии исследовательской работы в области истории философии после обсуждения в 1947 году книги Г. В. Александрова «История западноевропейской философии». Китайская газета «Гуанмин жибао» назвала издание этой книги «крупным событием в мировой науке», которое, согласно рецензии в «Немецком философском журнале», «следует очень приветствовать» как появление труда по «истории философии, написанной с марксистских, партийных позиций», труда, способного оказать «существенную помощь в деле улучшения изучения философии в наших университетах, в высших учебных заведениях». Одним из главных достоинств книги, по мнению рецензентов, было то, что в ней дано более или менее полное освещение мировой истории философии, тогда как в прежних советских публикациях оставалась почти не освещённой история философских учений народов Китая, Индии, арабских стран, Египта, стран Латинской Америки и некоторых других, а также совершенно недостаточно была разработана история философии последних ста лет. В «Кратком очерке истории философии» при изложении достижений советской историко-философской науки отмечалось, что созданный Институтом философии АН СССР шеститомник помогает «овладевать философским наследием, изучать философскую мысль прошлого и современности».

## Выходные данные
- История философии : в 6 томах / [Акад. наук СССР. Ин-т философии]; под ред. М. А. Дынника [и др.]. — Москва : Изд-во Акад. наук СССР, 1957—1965. — 7 т.; 23 см.

## Похожие книги
- История философии, учебник под редакцией Г. В. Александрова и др.